# Flavianus Michael Malke
Flavianos Michael Melke (en siríaco: ܦܠܒܝܐܢܘܣ ܡܝܟܐܝܠ ܡܠܟܝ, Flavyānus Mikhayil Malké), nacido como Ya'Qūb Melkī; (1858-29 de agosto de 1915) fue un prelado católico oriental de los Hermanos de San Efrén, proveniente de una familia cristiana aramea. Se convirtió en el eparca católico sirio de Gazarta (actual Cizre). Malke fue asesinado en Gazarta durante el genocidio armenio, luego de que se negara a convertirse al Islam.
El 8 de agosto de 2015, el papa Francisco aprobó su beatificación después de que determinara que Malke fue asesinado por negarse a abandonar su fe. Fue beatificado el 29 de agosto de 2015, el centenario de su martirio. Fue una de las víctimas más célebres del genocidio arameo de 1915.

## Biografía
Malke era étnicamente arameo. Nació en Kalat'ül Mara, un pueblo al este de Mardin, Imperio otomano. Pertenecía a una familia aramea proveniente de Elazığ. En 1868, Malke se unió al Monasterio de Azafrán donde estudió arameo, árabe y turco junto con teología. Fue consagrado como diácono en 1878, y se convirtió en secretario de la biblioteca y profesor en la escuela del monasterio.
Malke se inclinó hacia el catolicismo y posteriormente se afilió al catolicismo siríaco, uniéndose por 4 años en la escuela del Monasterio de Charafe. El 13 de mayo de 1883, fue ordenado sacerdote en la ciudad de Alepo, y fue asignado a varios pueblos en Tur Abdin. Su iglesia y hogar fueron saqueados e incendiados durante la masacre de 1895, lo que también llevó al asesinato de numerosos miembros de su parroquia, incluyendo su propia madre. En los siguientes años se desempeñaría como sacerdote itinerante en varios pueblos saqueados de Tur Abdin, donde colaboró en los esfuerzos de reconstrucción. Debido a sus labores, Malke fue ordenado corobispo en 1897 y vice-obispo en Mardin y Gazarta. El 19 de enero de 1913, Melki fue consagrado como obispo junto con el futuro patriarca Gabriel Tappuni en Beirut.
En el verano de 1915, durante el apogeo del genocidio armenio, en la región rural de Tur Abdin, Malke, que en ese momento se encontraba en Azakh, retornó hacia Gazarta al enterarse de una inminente masacre entre la población cristiana del pueblo, y se negó a huir, a pesar de haber sido asesorado por líderes musulmanes locales. Fue arrestado por las autoridades otomanas el 28 de agosto de 1915, junto con el caldeano de la ciudad, Philippe-Jacques Abraham. De acuerdo a los testigos presenciales musulmanes, se les dio la opción entre morir o convertirse al islam al día siguiente, pero ante el rechazo de ambos, Jacques Abraham fue asesinado a tiros, mientras que Michael Malke fue golpeado hasta quedar inconsciente, y luego decapitado.

## Beatificación
En 2010, el Patriarca Católico Siríaco emitió una petición para la beatificación de Michael Malke. Fue declarado siervo de Dios por la Santa Sede, el cual es el primer paso para su santidad.
El domingo 30 de septiembre de 2012, un informe fue enviado a Roma por el Patriarca Católico Siríaco, solicitando la beatificación de Malke.
El 8 de agosto de 2015, el Papa Francisco aprobó la solicitud de beatificación, en relación con la persecución religiosa de la que Malke fue víctima. El 29 de agosto de 2015, el cardenal Angelo Amato - en nombre del papa - presidió la beatificación de Malke en el Líbano.